# IV号戦車に関連する作品の一覧

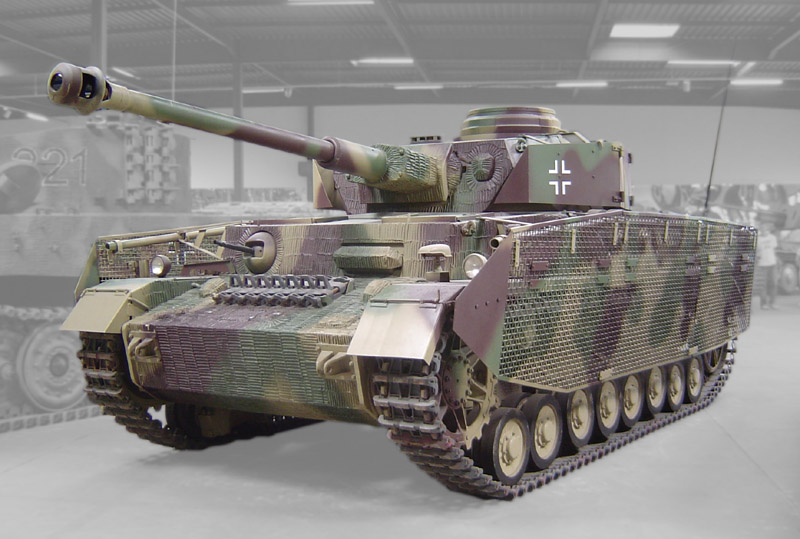
IV号戦車J型

IV号戦車に関連する作品の一覧（よんごうせんしゃにかんれんするさくひんのいちらん）は、第二次世界大戦期のドイツ国防軍の中戦車である、IV号戦車およびバリエーション車種（IV号突撃戦車・IV号突撃砲・IV号駆逐戦車・IV号対空戦車、III/IV号戦車車体のナースホルン・フンメル等）に関連する作品の一覧である。

## IV号戦車

### アニメ
『ガールズ&パンツァー』『ガールズ&パンツァー 劇場版』『ガールズ&パンツァー 最終章』
主人公の西住みほが所属するあんこうチームが搭乗。最初はD型だったが、テレビアニメ版ではプラウダ高校戦前に75mm KwK 40 L/43が搭載されてF2型仕様となり、さらに黒森峰女学院戦前にH型改良キットを使い、シュルツェン装備を施されてH型仕様となるが、D型から改造しているためシュルツェン裏の砲塔はD型のままとなっている。劇場版および最終章では当初からH型仕様。
『終末のイゼッタ』
ゲール帝国の戦車としてD型相当の型（操縦手および通信手の搭乗ハッチが両方とも同じ向きの物）が登場する。
『マジンガーZ』
オープニングに登場。日本の戦車として機械獣に砲撃を行うが返り討ちにされ、更に担ぎ上げられたところをZの光子力ビームで機械獣ごと葬り去られてしまう。

### 漫画
『ククルカン 史上最大の作戦』
敵軍の4型戦車としてGもしくはH型が登場。ノインツェーン側のM1戦車（形状はM4中戦車そっくり）に破壊される。
『砂漠の獅子-ドイツ軍4号戦車1942』
北アフリカ戦線のIV号戦車が主役。短砲身型から改造された各種車両が登場。
『パンプキン・シザーズ』
ジャガーノート部隊がH型を使用。
『宮崎駿の妄想ノート』
「ハンスの帰還」において主人公一行がJ型を操る。
『成恵の世界』
作中作として「魔砲少女四号ちゃん」というIV号戦車の擬人化キャラが登場する。

### 小説
『レッドサン ブラッククロス』
ドイツ軍戦車として登場。第三次世界大戦では主力戦闘戦車（MBT）に相当するV号中戦車パンテルIIが実用化されつつあり、すでに旧式化している。開戦直後のカナダでの戦闘では短砲身型が登場し、日本陸軍の七式中戦車の試作型「CR-3」を攻撃するも、正面装甲に防がれてしまう。また、両側に無反動砲を搭載した30mm機関砲塔を搭載する改造型「IV号無反動砲戦車ツヴォドラッヘベア」などが登場する。

### ゲーム
『R.U.S.E.』
ドイツの中戦車として登場。
『SIMPLE1500シリーズ Vol.90 THE 戦車』
IV号戦車J型が最初から使える戦車として登場。
『War Thunder』
ドイツ陸軍の中戦車としてC型・E型・F1型・F2型・G型・H型・J型・Pz.Bfw.IV（J型指揮車）（プレミアム車両）が登場。また、駆逐戦車としてIV号駆逐戦車、IV号戦車/70(V)・IV号戦車/70(A)（プレミアム車両）、ブルムベア（プレミアム車両）が登場。対空戦車としてヴィルベルヴィント、オストヴィント・オストヴィントIIが登場。またイタリアのプレミアム車両としてもG型が登場。
『World of Tanks』
ドイツ中戦車Pz.Kpfw.IV Ausf.A・Pz.Kpfw.IV Ausf.D・Pz.Kpfw.IV Ausf.H（史実では搭載されていない、10.5cm Kw.K L/28・榴弾砲が搭載できる。）Pz.Kpfw.III/IV（III/IV号車台を具備）Pz.kpfm.V/IV(V/IV号車体を具備）Pz.kpfm.IV.Schmalturm(四号戦車の車体にV号戦車の砲塔を小型化させた砲塔をポンづけしたもの）が登場。
シュマールトゥルム（小型砲塔）型・Pz.Kpfw. IV hydrostat.（油圧駆動システム搭載型）も登場。
Pz.Sfl.IVc（装甲自走砲IV号c型、「8.8cm高射砲搭載試作対空戦車IV号C型」参照）、Pz.Sfl.IVb（装甲自走砲IV号b型）などの派生車両も複数種類登場する。
『コール オブ デューティシリーズ』
『CoD』
ドイツ軍の戦車としてシュルツェンを装着し、迷彩を施された車両が登場する。
『CoD:UO』
マルチプレイでのみ使用可能なドイツ軍戦車として登場する。
『CoD:FH』
ドイツ軍の戦車として登場する。
『CoD2:BRO』
『CoD3』
ドイツ軍の戦車として登場する。
『CoD:WaW』
ドイツ軍の戦車として砲塔にシュルツェンを装着したH型が登場する。

『鋼鉄の騎士シリーズ』
各型が登場する。
『鋼鉄の虹 パンツァーメルヒェンRPG』『ネットゲーム95 鋼鉄の虹 〜Die Eisenglorie〜』
グリューネラント軍の重戦車「マルダー」として登場。
『コンバットチョロQ』
さまざまなIV号戦車を収録。8.8cm高射砲搭載試作対空戦車IV号C型も、高射砲車台として収録している。
『トータル・タンク・シミュレーター』
ドイツとイタリアの改中戦車PANZER IVとしてF1型が使用可能。またヴィルベルヴィント・IV号戦車70(V)も使用可能。
『バトルフィールド1942』
『バトルフィールドV』
ドイツ軍の中戦車として登場する。
『パンツァーフロント』
H型が登場。bisではG型も登場する。
『パンツァーフロント Ausf.B』
D型・E型・F2型が登場。
『虫けら戦車』
H型が登場。

## IV号突撃戦車 ブルムベア

### ゲーム
『コンバットチョロQ』
ドイツ2タンクとして登場。また、アリーナのライトクラスの39番目の敵としても登場。
『War Thunder』
ドイツ陸軍の課金車輌枠に駆逐戦車として販売。

## IV号突撃砲

### ゲーム
『World of Tanks』
ドイツ駆逐戦車StuG IVとして入手可能。
『パンツァーフロント』
登場マップはないが、使用は可能。
『バトルフィールドV』
枢軸軍側の戦車として使用可能。

## IV号駆逐戦車

### 漫画・アニメ
『ウクライナ混成旅団』
単行本「幻の豹 The Panther in Ukraina 1950」または「独立戦車隊」収録作品。ラーゲリに砲弾を搭載したままの本車が解体予定車両として運ばれて来る。後の暴動で、この車両に積まれた砲弾が重要な役割を果たす。
『ガールズ&パンツァー』
黒森峰女学園がIV号戦車/70(V)を多数使用する。

### ゲーム
『War Thunder』
ドイツ陸軍の駆逐戦車としてF型・IV号戦車/70(A)・IV号戦車/70(V)が登場。
『World of Tanks』
ドイツ駆逐戦車JagdPanzer IVとして登場。
『パンツァーフロント』
F型・70(V)が登場。

## IV号対空戦車

### ヴィルベルヴィント

#### アニメ
『紺碧の艦隊』
名称は不明だが、本車と同じデザインの車両がドイツの対空戦車として登場する。
『終末トレインどこへいく?』
本車そのものは登場しないが、クロヒョウキャラバン（ナガト運送）の武装配送トラックの荷台後部に、本車の砲塔が搭載されている。砲身4門のうち1門は砲身が破裂しており、装甲板にも無数の弾痕が刻まれていた。
『終末のイゼッタ』
作中で名称は明かされないが、第二次世界大戦中のドイツをモデルとしたゲルマニア帝国の対空兵器として登場する。

#### ゲーム
『R.U.S.E.』
ドイツの自走式対空砲として登場。
『War Thunder』
ドイツ陸軍の対空戦車として登場。
『トータル・タンク・シミュレーター』
ドイツの改対空戦車として使用可能。
『バトルフィールド1942 シークレット・ウェポン』
ドイツ軍の対空戦車として登場する。
『バトルフィールドV』
ドイツ軍の対空戦車として「IV号対空戦車」の名称で登場する。

### オストヴィント

#### ゲーム
『War Thunder』
ドイツ陸軍の対空戦車としてオストヴィント、OstwindII(3.7cm連装)が登場。

### クーゲルブリッツ

#### ゲーム
『War Thunder』
ドイツ陸軍の対空戦車として登場。
『スパイナルブレーカーズ』
ヨーロッパステージのボスとして登場。
『ソニックウィングスリミテッド』
異空間ステージのボスとして登場。

## III/IV号戦車

### ゲーム
『World of Tanks』
Pz.Kpfw. III/IVとして登場。

## ナースホルン

### ゲーム
『War Thunder』
ドイツ陸軍の駆逐戦車としてバージョン1.57にて登場。
『World of Tanks』
ドイツ駆逐戦車Nashornとして開発可能。
『パンツァーフロント』
ヴィテブスクでの戦いで登場。

## フンメル

### ゲーム
『World of Tanks』
ドイツ自走砲Hummelとして登場。

### 小説
横山信義『鋼鉄の海嘯 英本土奪還』
ヴェスペや戦車とともに、イギリスに上陸した米軍を迎え撃つ。

## IV号a型 10.5cm自走砲 ディッカーマックス

### ゲーム
『War Thunder』
ドイツ陸軍の駆逐戦車としてバージョン1.57にて登場。
『World of Tanks』
ドイツ駆逐戦車Dicker Maxとして販売。

## IV号b型 10.5cm自走砲 ホイシュレッケ10

### ゲーム
『World of Tanks』
Pz.Sfl. IVb として登場。

## IV号c型 8.8cm 試作自走対空砲

### ゲーム
『World of Tanks』
Pz.Sfl. IVc として登場。